# Roger Planchon
Roger Planchon (Saint-Chamond, 12 settembre 1931 – Parigi, 12 maggio 2009) è stato un regista e drammaturgo francese.
Ha fondato, nel 1950 a Lione il Théatre de la Comédie, e, nel 1957, il Théatre de la Cité di Villeurbane, il sobborgo operaio della città. La compagnia da lui diretta ha però spesso portato in tournée, in Francia e all'estero, gli spettacoli allestiti dal regista, uno dei più dotati della nuova generazione.
Si devono a Planchon numerose prime rappresentazioni di autori contemporanei (Arthur Adamov, Michel Vinaver,  ecc.), nonché prestigiose messe in scena di classici, a cui ha spesso partecipato in veste di attore. Come autore drammatico, ha dato alle scene varie commedie di Bertold Brecht, Molière e Shakespeare. È stato fra i membri onorari dell'Unione dei Teatri d'Europa.
È deceduto il 12 maggio 2009 in seguito ad un attacco cardiaco.